# ReLIFE
『ReLIFE』（リライフ）は、夜宵草による日本の学園漫画。漫画アプリcomicoにて2013年10月12日から2018年3月16日まで連載された。2014年にはcomico初の単行本化もされており、2020年2月まで、全15巻が刊行された。
受験や就職につまずき続け、無職となった主人公が社会復帰の実験として高校生活をやり直す姿をコミカルに描く。

## 概要
comicoのサービスが始まった当初からの連載漫画の一つであり、2014年6月7日よりcomicoとは別に単独アプリとして配信されると最初の15日間で40万ダウンロードを数えて、comicoが台湾で最初に展開する作品の一つとされるなど同誌を代表する漫画である。2014年8月12日にTSUTAYAなどを通じcomico初となる単行本が販売され、2020年2月時点でシリーズ累計発行部数は200万部を突破している。
2015年2月4日には『全国書店員が選んだオススメコミック2015』にて第6位を獲得した。2015年2月13日にテレビアニメ化が決定され、2016年7月から9月まで放送された。2015年4月3日、第39回講談社漫画賞・一般部門にノミネートされる。
作者の実体験が基になっており、作者の夜宵草は「学生や社会人どちらでも楽しんでもらえたら」とコメントしている。

## あらすじ
前職を3か月で退職し、求職中の海崎新太。元々大学受験で2浪した上、大学院に進学していたため社会人経験やキャリアが乏しく、現在27歳で就活は難航する。これからの生活に悩む海崎の前にリライフ研究所の職員を名乗る夜明了が現れる。夜明は海崎を社会復帰させるとして、『1年間の高校生活を送る秘密実験』に参加することを提案する。
1年間の生活費とその後の就職先の紹介のために、リライフ検証実験に参加することを決めた海崎は、2度目の高校生活を送り始める。大学院まで卒業したはずの海崎だが、テストを受ければ全教科赤点で追試の連続になり、体育ではボール投げでは肩が回らず、徒競走では足が釣って転倒する始末。
2度目の高校生活に悪戦苦闘する海崎だったが、秀才だがコミュ障でボッチ女子の日代千鶴、勉強は得意だが運動音痴なチャラ男の大神和臣、ぶっきらぼうで努力家の狩生玲奈、編入生で天然系の小野屋杏……といった個性的なクラスメイト達と共に翻弄されつつも高校生活を送るうちに、海崎の内面だけでなく周囲にも変化が起こっていく。

## 登場人物
姓の内部リンク先は、由来となった駅名（いずれも作者の地元である大分県内の駅名）。声はテレビアニメ版の声優、演は舞台版・実写映画版の出演者となっている。

### 主要人物 （リライフ関係者）
海崎 新太（かいざき あらた）
声 - 小野賢章 / 演 - 小野賢章（舞台版）・中川大志（実写映画版）
出席番号4番、8月12日誕生、O型、実年齢27→28歳、身長 176 cm（リライフ前）
本作の主人公。髪型はやや短めで青みがかかった黒髪。イメージカラーは青だが、彼の好きな色は赤である。
明るく面倒見の良い性格で、高いコミュニケーションスキルを持っており、わずか1か月でクラスにすっかり溶け込んでいるが、勉強が苦手で成績は壊滅状態である。もともと運動能力は悪くないが、体力の低下を自覚しないで張り切り、しばしば自爆する。また、飲酒や喫煙癖があり、高校生に戻っていることを忘れてうっかり喫煙をしたり飲酒をすることがある。
元々は九州の漁村で暮らしていたが、田舎暮らしに嫌気がさし、修学旅行で行った東京に漠然と憧れ、2浪して東京の大学に進学する。就職活動が不調に終わったため、とりあえず大学院へ進むなどのやや逃避がちな人生を送りながらも、ようやくある企業に就職する。
入社後、先輩である佐伯みちるに教育を受けながら働いていた。ある時、みちるが同僚から嫌がらせを受けていることを知り、嫌がらせをしていた同僚を咎めたところ、かえってみちるへの嫌がらせをエスカレートさせてしまう。その結果、みちるは会社で首を吊って自殺してしまい、さらにその遺体の第一発見者となったことが本人のトラウマになってしまう。そして会社側がこの自殺の一件を軽く受け止めていることに絶望し、入社3か月で退職する。
その後は就職活動をするものの、面接では必ず最初の就職先を3か月で退職したことを問われ、その際に事件のフラッシュバックで上手く説明することができず、さらには社会自体に対する恐怖心もあって再就職がかなわず、コンビニエンスストアのアルバイトと実家からの仕送りで何とか生活していた。そんな矢先、実家から愛想をつかされ生活費の打ち切りを突きつけられ、追い詰められていたところにリライフ研究所の夜明了と出会う。“実験期間の1年間は生活費保障、実験が上手くいけば再就職先も紹介する”という条件を突き付けられ、胡散臭く感じた海崎だったが、背に腹は代えられず、半ばやけくそで夜明の勧誘に乗って「リライフ実験」に参加。
リライフの関東支部被験者No.002として中身は27歳、外見は高校生の状態で高校生活を送るようになる。
日代千鶴のことは異性として意識しているが、リライフ終了後の記憶消去の決まりや年齢差（海崎は日代のことをリライフ体験者と疑っておらず、高校生だと思っている）などもあって葛藤する。
卒業後に被験者である自分に関する記憶が、青葉高校の人間から消えてしまうことを考えて、一時期クラスメートと距離を置こうとしたが、文化祭の時に狩生から叱責されたことをきっかけに、消えてしまう思い出でも、悲しい顔をさせてしまうよりは笑顔の方がいいと前向きな考え方をするようになる。
なお、アニメでは声優名にちなんだ「おのけん荘」というアパートに住んでいる。
リライフ被験当初は、タバコを高校に持参してしまったり、家に来た際に音楽媒体のMDなど時代遅れのものを出しっぱなしにしてしまったりなど、年齢や雰囲気で27歳丸出しのことをしてしまうが、次第に被験中は高校生らしくなっていく。
海崎の卒業した大学・学部や大学院の偏差値や専攻、あるいはリライフ被験の高校の偏差値や学科専攻などは一切語られていないが、高校卒業して10年以上経過して勉学のことは忘れてしまっていることや苦手学科、学力水準などで、成績で苦戦している。

日代 千鶴（ひしろ ちづる）
声 - 茅野愛衣 / 演 - 荒井萌（舞台版）・平祐奈（実写映画版）
出席番号33番、12月25日誕生、B型、身長 162 cm、実年齢28→29歳
黒髪のストレートロングで常に2つに結んでいる。イメージカラーは緑。
本作のヒロイン。リライフ研究所関東支部の被験者No.001。実験開始は海崎より1年早い。
学年1位の秀才であり、1学期は大神と共に委員長を務める。性格的には大変不器用で、極度のコミュニケーション音痴。自分の周囲に対する興味が薄く、人の名前を覚えるのも苦手。また、良くも悪くも思ったことをストレートに口に出してしまう。基本的に無表情で、話し方にも抑揚がない。とりわけ愛想笑いが絶望的に苦手で、無理に笑うと狩生からは「嘲笑」と受け取られ、海崎からも「友達じゃなくて敵を作る」と言われるほどである。分からないことはネット検索に頼る癖があり、学習関係はもちろん、自らに芽生えた感情や友人関係の修復方法すらネット検索に頼る始末である。恋愛経験はなく、恋愛感情自体を理解していない。
自身が実際の学生の頃は、漠然と「いい高校に入り、いい大学に入ったらいい就職先に就職できる」と考えており、中学・高校・大学をそれぞれ優秀な成績で卒業し、大手企業に就職する。しかし、幼少期に転校を繰り返したことで他人と人間関係を築く機会が失われ、コミュニケーション能力が欠如したまま育つ。仕事はできるがコミュニケーション能力が決定的に不足しており、効率と結果のみを求めてスタンドプレーを続けた結果、周囲との衝突が絶えずに自主退職を迫られ、それを数回繰り返していた。その後は書類選考だけで不採用となり、就職できない事態に陥っていたところ、夜明からの勧誘を受けてリライフ実験に参加することになる。実験にあたっては通常は3年生から編入するところ、コミュニケーション能力の改善のため2年生から編入している。1年目の実験は研究所により失敗と判断されたが、研究所の意向と本人の希望が折り合って1年間延長されている。自身の欠点は実験1年目で理解しており、その性格を変えるべく不器用ながらも努力している。
海崎とは実験2年目に入って間もないころに話しかけられた際に自身の悩みを打ち明け、自ら携帯の番号交換を申し出て友達となる。その後も狩生との間を海崎に取り持ってもらったり、大神や狩生を中心とした男女関係・友人関係・家庭環境などに関する数々の悩みやトラブルを海崎と2人で協力して解決するうち、コミュニケーション音痴を克服していく。その過程で次第に海崎を異性として意識するようになるが、海崎がタバコを所持していたことや大人びた対応から、同時に海崎をリライフ被験者ではないかと疑いを抱くようになる。実験の秘密は被験者同士にも適用されるため事実を知らされていない。
研究所側のサポート係は、2年生から3年生の1学期までが夜明、3年生の2学期からは小野屋。だが小野屋の性格が自分と合わないと思っているのか、少し彼女を鬱陶しく思う時が多い。しかし料理を彼女から教わったり、海崎との待ち合わせに合わせるファッションを聞いてみたりとそれなりに信頼はしている様子。
『バツネコ』という黒猫のキャラクターを気に入っており、よくLIMEのメッセージスタンプを使用している

夜明 了（よあけ りょう）
声 - 木村良平 / 演 - 中村優一（舞台版）・千葉雄大（実写映画版）
出席番号20番、1月5日誕生、B型、身長 173 cm、実年齢27→28歳 
髪色は明るい茶色で、海崎より少し前髪が長め。イメージカラーはオレンジ。
リライフ研究所関東支部の職員。高校生の姿で海崎新太、日代千鶴と同じ高校に通っており、海崎（No.002、物語開始から）を担当している。また、「リライフ実験報告書」で日代、海崎の行動をレポートしている。
いつも笑顔を絶やさずに丁寧な物腰で接するが、職務に対する姿勢と責任感は確かであり、常に本部へ報告している。時折凄みのある発言をし、しばしば海崎を怯えさせており、海崎からは「クソドS」と呼ばれる。また、観察とサポートのために同級生を装いながらも海崎との接触は極力控えており、クラスの中では目立たない存在に徹するが、それでも学力や体力などを平均高校生に出来るだけ近づけるために行う研修のため、青葉高校には1年生から在籍している。
関東支部の被験者第1号となる日代のサポート役となるが、矛盾する研究所上層部の意向に振り回されるなどした結果、1年目は失敗で終わってしまう（なお、この際過労で倒れている）。しかし夜明が実験の延長を申し出て研究所側がこれを認め、日代自身の希望もあって、実験は1年間延長されることになった。ただし1年目の結果を受け、日代の2年目のサポート担当は外れた。
被験者の過去の経緯やその周囲に関することは完璧に調べ上げ、その行動も完璧に把握するなど、仕事面ではほぼ非の打ちどころのない切れ者だが、寝起きが悪いという欠点がある。
被験者の担当は、日代を2年生から3年生の1学期まで、海崎を転入時（3年生）から行っている。3年生の1学期は2名を担当していたが、2学期からは日代の担当が小野屋に代わり、海崎1人の担当となる。
被験者に対する自らの立場の説明は、海崎には「研修で1年生から通って2年かかってしまった」、観察者が小野屋に交代後も自らが残ることについて、日代には「このタイミングで自分の存在だけ消すことは難しいため」としている。

小野屋 杏（おのや あん）
声 - 上田麗奈 / 演 - 柴小聖（舞台版）・岡崎紗絵（実写映画版）
出席番号23番、5月27日誕生、B型、身長 153 cm（リライフ後）、実年齢26→27歳 
髪色はややピンクがかかったブロンドでセミロング。またピアスを元々開けていたため、耳にいくつかのピアス穴が見える時がある。イメージカラーはピンク。
リライフ研究所関東支部の職員。海崎新太を関東支部被験者No.002に選んだ張本人。
サポートも海崎を担当する予定だったが、日代千鶴の実験が1年延長され、夜明が日代のサポート担当から外されて海崎を担当することになったため、日代の担当となる。ただし引き継ぎも兼ねて青葉高校に海崎と同じタイミングで編入する。
当初、被験者2名には研究所員であることは知らせず、普通の女子高生として振る舞っていた。
学業の成績は、赤点を取らない程度には良いが、海崎との接触の機会を増やすため、わざと赤点を取って海崎の補習に付き合う。海崎に対して現役女子高生に手を出さないかどうか確認するために自ら迫ったり、日代の、海崎に対する感情を試すかのような行動を取るなど、被験者に対して過度な干渉をすることが多い。そのため業を煮やした夜明了によって正体がばらされ、それを機にわざと赤点を取らないようになる。
夜明からは小言を言われることが多い反面、日代のサポートで精神的に参っていた夜明を叱咤激励したり、実験終了後の海崎と日代の幸福を願って研究所に提言するなど、優秀で面倒見の良いところもある。
料理が得意で普段の学食では手作り弁当を持参する事が多く日代に料理を教えた事もあり、更に前職にてファッション関係の仕事をしていた故に私服のセンスが良い
被験者の担当は、3年生の2学期から日代。ただし上述の通り、日代を担当する以前より、3年生の1学期（引き継ぎ期間）に、主に海崎に干渉している。
被験者に対する自らの立場の説明は、海崎には「研修2年目で来ている」、日代には「引き継ぎを兼ねて1学期から来ていた」（これは事実）としている。
実写映画版では、小野屋杏はリライフ研究所の職員ではなく、青葉高等学校の一生徒という位置づけになっている。

### 青葉高等学校

#### 3年3組生徒
出席番号順（男性の五十音順、次に女性の五十音順となっている）に記載。リライフ被験者とリライフ研究所職員はリンク先を参照（苗字リンクも同じ）。
朝地 信長（あさじ のぶなが）
声 - 浪川大輔 / 演 - 瑛（舞台版）
出席番号1番、3月2日誕生、A型、17→18歳、身長 184 cm
髪色はカーキに近い茶色で前髪はセンター分け。イメージカラーは黄緑。
犬飼暁と玉来ほのかの幼馴染み。2人からは「ノブ」と呼ばれている。
保健委員を務めており、体育での体力テストにて海崎が負傷した際は彼をお姫様抱っこしてまで保健室に連れて行こうとした。
勝負事に弱く、運動会で彼の所属するチームは、赤・白の2チームしかないにもかかわらず、小中高の12年連続で全て負けている。
夜9時には熟睡しているために暁からは「ジジイみたい」と言われている
基本的にマイペースだが気配り上手な性格で花火大会の際に全員が座れる様ブルーシートを持参する程だが、他にも薬など色々持ってる故に海崎から『オカン』と思われている
ほのかから寄せられる好意に気づいておらず、自身は犬飼の姉のすみれに好意を抱いており、いつか彼女に釣り合うほどの男になったら告白しようと考えている。

犬飼 暁（いぬかい あきら）
声 - 杉山紀彰 / 演 - 小西成弥（舞台版）
出席番号2番、7月31日誕生、AB型、17→18歳、身長 174 cm
髪色は黒髪だが海崎程明るくない。前髪が長く、時々片目しか見えない場面もある。イメージカラーは紺。
朝地信長と玉来ほのかの幼馴染み。2人からは「アキ」と呼ばれている。
無口でぶっきらぼうだが察しは良く、ほのかが朝地に好意を抱いていること、朝地はすみれに好意を抱いていることを見抜いている。また3人の中での憎まれ役を、自ら買って出ている意外な一面もある。
幼馴染2人が幸せでいてほしいと考えているため、朝地がすみれに好意を寄せることに納得していない。

大神 和臣（おおが かずおみ）
声 - 内田雄馬 / 演 - 杉江大志（舞台版）・高杉真宙（実写映画版）
出席番号3番、6月4日誕生、O型、17→18歳、身長 171 cm
ピアスと金髪の美少年。イメージカラーは黄色。
外見とは裏腹に優秀で純情。成績は常にクラス男子1位で委員長の座を譲ったことがない。また面倒見もよく、テストで何度も再試験となる海崎と杏を匙を投げることなくフォローし続ける。ただし運動が極端に苦手である。
海崎より初対面で「チャラオーガ」なる不名誉なあだ名をつけられているが、ピアスは兄に強引に開けられたもので、異性には告白は受けたことがあるものの、交際したことはない。性体験についてはキスすら未経験。また、男女の機微には異常に疎く、自分に対する狩生の好意に気づかず、海崎と杏に呆れられてたびたびからかわれる。実は無自覚ながら、以前から狩生を異性として意識しており、その後海崎によって自分の感情に気づき、『俺狩生のことが好きだ』と海崎にLIMEで送信し、最終的には狩生に告白したことで見事に成就する。
帰宅部であるが、それは家計を支えるためのバイトをしているため。しかし狩生と交際を始めてからも、デートよりもバイトを優先させた結果、狩生との間に一時期亀裂が生じる。
10月に入ったあたりから、進路のことに頭を痛め始める。元々父子家庭で収入が多くないこともあり、受験料がかからず、かつ特待制度のある内部進学が理想だが、同じ経緯をたどった兄が現在ニート化していることもあり、外部進学にするべきか、はたまた狩生のいる内部にするべきかと葛藤する。

海崎 新太（かいざき あらた）
出席番号4番。

賀来 大知
出席番号5番。名前のみ存在する人物。日代千鶴のノートによると、盛り上げるのが得意らしい。
名字の読みは「かく」である。

夜明 了（よあけ りょう）
出席番号20番。

小野屋 杏（おのや あん）
出席番号23番。

狩生 玲奈（かりう れな）
声 - 戸松遥 / 演 - 高柳明音・濱頭優（舞台版）・池田エライザ（実写映画版）
出席番号24番、9月6日誕生、A型、17→18歳、身長 166 cm
髪色は赤毛で普段は左側にリボンの髪留めで髪を結んでいる。なお、青葉高校入学当初はショートヘアだった。イメージカラーは紫。
バレー部に所属している女子。少々ぶっきらぼうだが根は優しい、いわゆるツンデレ。また負けん気が強く、成績や運動共にトップクラスで、努力家だが、日代千鶴には学業、玉来ほのかには運動で常に及ばず、2名に対してライバル心と嫉妬心を抱いている。特に千鶴とは大神絡みの誤解とすれ違いが重なり、強くライバル視するが、海崎の働きかけにより和解する。
最後の大会を2週間後に控えている中、再テスト明けで体調不良のほのかが部活中に倒れてしまい、その巻き添えで狩生も全治2週間の捻挫を負ってしまう。その際にほのかに対する嫉妬心を爆発させたことで疎遠となるが、試合当日に家を訪問した海崎と千鶴により和解を果たす。その後、好意を寄せていた大神から告白されて、交際することとなる。
1学期は千鶴にテストの点で及ばずに委員長の座を譲る破目となるが、2学期では本人の努力や千鶴の不調もあって、大神と共に委員長を務めることになる。
ほのか曰く、犬好き（特に芝犬）で、可愛い物が好きとのこと（実際に先述のリボンの髪留めもほのかが彼女にあげた物だった）。

玉来 ほのか（たまらい ほのか）
声 - 茜屋日海夏 / 演 - 渡邉幸愛・森岡悠（舞台版）
出席番号30番、10月1日誕生、O型、17→18歳、身長 155 cm巨乳で怪力の持ち主である
髪色は栗色のショートボブで右側に青い花の形をしたヘアピンを付けている。イメージカラーは水色。
バレーボール部のキャプテン。幼馴染からは「タマ」と呼ばれている。性格は温厚で善良。極度の方向音痴で、朝地と犬飼の助けがなければまともに帰宅できないほど。
生まれつき運動能力が抜群に高く、中学時代には所属しているバレー部以外、陸上部や水泳部の大会にも助っ人として参加し、結果を残したほど。しかし皮肉なことにそれが仇となって、仲間から浮いてしまうことが多々あり、高校進学に当たっては数多くのスポーツ強豪校からの誘いを断り、運動部に力を入れておらず、かつ朝地と犬飼がいる青葉高校に進学した。青葉高校でもバレー部に入部するが、中学時代の苦い経験もあり、当初は目立たないよう、適当に力を抜いて活動するつもりであった。しかし彼女の中学時代の活躍を知っていた狩生から誘われ、高校でも本格的にバレーに打ち込むことを決意する。学力は赤点を取って補習となるほど低いが、海崎よりはまし。引退試合直前、再テスト明けで体調不良にもかかわらず部活に無理に参加して昏倒し、狩生を巻き込んで負傷させてしまう。それにより、狩生は引退試合を前にして退部することを決意するが、海崎と千鶴の説得によって翻意し、結果として敗北しながらもほのかは「最後の大会楽しかった」と語る。大学は内部進学して狩生とともにバレーを続ける予定。
朝地信長に好意を抱いており、千鶴にだけはそのことを自ら打ち明けている。ほのか本人は幼馴染3人の関係を崩したくないことや、朝地が犬飼すみれを好きなのを知っているため、何も出来ずにいる。
普段はかなり温厚な性格だが、小学生時代では朝地や犬飼を守る為なら男子相手でもケンカするほどお転婆な一面もあり、当時朝地から『女の子なんだからもう少し大人しくして』と言われてしまった程

日代 千鶴（ひしろ ちづる）
出席番号33番。

西屋敷 華（にしやしき はな）
出席番号不明
文化祭編で登場。金髪のロングヘアで気が強い。後述の凛子とよく行動を共にしている。
実行委員としてワンマンな千鶴と衝突を繰り返すも、海崎の取りなしもあり後に和解。その後は良きクラスメイトとなる。

柳ヶ浦 凛子（やなぎがうら りんこ）
出席番号不明
文化祭編で登場。華とよく行動を共にしている。黒髪のショートボブで、華とは対照的に大人しい性格。
華がクラスメイトと衝突する際にはストッパーとなる。

#### 教員
天津 心（あまつ こころ）
声 - 沢城みゆき / 演 - 夏菜（実写映画版）
3月10日誕生、A型、25→26歳、身長 157 cm
主人公らが属する3年3組担任の体育教師で、女子バレーボール部の顧問。イメージカラーは赤。
男勝りな性格で、先輩である宇佐及び生徒に対しても怖気つかないくらい気が強いが、反対に繊細で落ち込みやすく泣き虫な一面もある

宇佐 浩史（うさ こうし）
声 - 羽多野渉
2月9日誕生、A型、27→28歳、身長 178 cm
3年4組担任の体育教師で、男子バレーボール部の顧問。イメージカラーは茶色。
天津の大学時代の先輩であり、喧嘩友達のような関係。男子バレー部はあまり強くないため、天津などからたびたび弄られている。そんな天津とはよく張り合うが、彼女が落ち込んで暗くなってたり、更に泣いてる時は背中を撫でて慰めてくれる程気にかけている。
生徒からの愛称は「うさこー」。

犬飼 すみれ（いぬかい すみれ）
声 - 白石涼子
4月14日誕生、AB型、27→28歳、身長 160 cm
青葉高等学校のクールな美人保健医。犬飼暁の姉。イメージカラーは白。
実弟である暁のことを「アキ」と呼んでおり、暁からは名前を呼び捨てにされている。また、ほのかからは先生と生徒の立場に関わらず「すみれちゃん」と呼ばれている
後輩教員である天津の事を可愛がっており、狩生が練習で負傷した際に天津が取ろうとした行動に対してアドバイスしている。

### 主要人物の関係者
佐伯 みちる（さいき みちる）
声 - 伊藤静 / 演 - 伊藤ゆみ（舞台版）・市川実日子（実写映画版）
海崎新太の会社員時代の先輩。気さくな性格で、優しいために海崎からは慕われていた。
女性というだけで同僚から書類の改竄などの嫌がらせや不当な扱いを受けるようになり、最終的には会社で自殺して、海崎のトラウマとなる。
命日は7月1日。

海崎 母
声 - 渡辺明乃
海崎の母親。
海崎に仕送りをしていたが、物語の最初でもう面倒を見切れないとして仕送りを打ち切る。

社長
声 - 奈良徹
海崎がかつて勤めていた企業の社長。
社員である佐伯みちるが自殺した際にはその問題を軽く受け止めた（佐伯が嫌がらせを受けていたことを隠すために彼女を「愛社精神のある奴だ」と仕立て上げ、自殺自体も勤めていた会社が好きだったから死に場所に選んだという理由で片を付けた。また、会社を死ぬ場所に選んだという発言も、自分の会社を良き会社だとアピールしていることも窺える）。そればかりか、会社を退職しようとする海崎に対しても、追い討ちをかけるような嫌味を言いながらも考え直すように促すが、それでも海崎から「こんな会社に居続けるよりマシです」と言い返され、それを自分に楯突いた行動だと見なして、退職を了承すると同時に彼を罵倒した。その後、上岡たちの発言により「現在も佐伯を愛社精神のある人間だと武勇伝のように語り続け、さらには海崎を自分に楯突いて会社を辞めた人間だと悪口を言い続けていること」が明かされ、いまだに海崎に対して根に持っていることも判明する。

敷戸 万里（しきど まり）
大神和臣と同じコンビニエンスストアで働く女性。
年齢は和臣より少し年上で大学生である

大神 貴臣（おおが たかおみ）
和臣の兄。25歳。現在は引きこもりのニート。
特待生として和臣と同じ青葉高校を卒業した。高校生の時に母親が家出し、父親がそのショックでしばらくの間働けなくなったため、アルバイトをして家計を支えた。高校卒業後は付属の大学に進学し卒業、優秀な営業マンとして活躍したが、家庭を支えるために同僚との付き合いをしないなどして倹約に努めた結果、同僚から疎まれ、営業成績や容姿、学歴に対する妬みを買っていたこともあって、いわれのない中傷を受けていた。結果それに耐えられなくなり、ある日突然退職してニートになった。

上岡 善（かみおか ぜん）
声 - 赤羽根健治
海崎のかつて勤めていた会社に現在勤務する男性。23歳。

直見 瑠美（なおみ るみ）
声 - 高橋未奈美
海崎のかつて勤めていた会社に現在勤務する女性。25歳。

天ヶ瀬 賢人（あまがせ けんと）
声 - 川島得愛
リライフ研究所開発研究部薬剤課の職員。
本編ではreport113で初登場するが、それ以前にBonus report（1巻）でも登場している。
夜明とは仕事の関係上、そこそこ仲はよく見える。

リライフ研究所職員
声 - 中尾隆聖、三木眞一郎、置鮎龍太郎

佐伯遥香（さいき はるか）
演 - 水崎綾女
映画にのみ登場するオリジナルキャラクターで、佐伯みちるの妹。

## 作中用語
リライフ
社会からドロップアウトしたニートを対象にした社会復帰プログラム。独自開発の薬を飲むことで若返り、1年間の高校生活を行って社会復帰を目指す。サポート課の人員が被験者と同じ学級に編入し、被験者のサポートと観察を行う。ただし現在は実験段階。
被験者は、実験のことは秘密にしなければならず、もし実験中に秘密がばれてしまった場合は、即実験は中止され、被験者から実験に関する記憶がすべて消去される。これは被験者同士でも同じである。
秘密を守り通して実験を完了した場合でも、被験者の実験に関する記憶は残るものの、実験中に被験者に関わった全ての人間から、被験者に関する記憶が消される。
被験者側のメリットは、文字通り人生をやり直せるほか、実験中にかかる費用は、被験者の衣食住を含めて全て研究所持ち。さらに実験が上手くいった場合は研究所から就職先を斡旋してもらえる。
リライフ研究所（英: ReLIFE Laboratory）
リライフを研究する組織の研究所。全国に支部が存在するが、具体的に名前が登場するのは関東支部のみである。
サポート課
リライフ研究所の部署で、実験中、被験者のサポート・観察と研究所側への報告を担当する部門。サポート課の職員は実際に被験者を担当する前に1年間、自ら高校生となって研修を行う。作中では夜明と小野屋の2名が登場する。サポート課の職員は、自ら高校生の姿になったり戻ったりしなければならず、そのため家族暮らしの者や、配偶者がいる者、恋人や頻繁に会う友人がいるなどの者には務まらない。よっていわゆる“ぼっち”が配属される。
また被験者に対する尾行や盗聴を行う必要上、通常は被験者と同性の者が選ばれるが、日代に関しては関東支部上層部の「他の支部に後れを取っている分、大成功させたい」という意向に加え“あわよくば夜明の伴侶に”との判断で夜明が担当することになる。
薬
リライフ研究所の開発研究部が作っている特殊配合の薬で、見た目だけ10歳若返ったり元に戻すことができる。薬はサポート課から申請のある都度調合している。またその人物によって個別に調合する必要があり、他人が服用しても効果がない。服用してから1時間ほどで効果が表れるが、その際副作用として眠気が来る。
青葉高等学校（あおばこうとうがっこう）
海崎新太と日代千鶴が編入した高校。進学校であり、卒業後は付属の大学へ進学できるため、編入者はそう珍しくなく、リライフ研究所はその点を考慮して編入先とした。生徒たちは学年ごとに色の違うピン（3年生は赤）を付けるが、加えて各学期始めのテストでクラスの男女各1位になった者は自動的に委員長となり、シルバーピンが与えられる。シルバーピンを付けていれば学食代無料や交通費支給、学費免除などの待遇があるため、生徒たちの憧れである。

## 書誌情報

### 単行本
- 夜宵草 『ReLIFE』 アース・スター エンターテイメント〈アース・スターコミックス〉、全15巻
  1. 2014年8月12日発売[40]、ISBN 978-4-8030-0595-0
  2. 2014年11月12日発売[41]、ISBN 978-4-8030-0619-3
  3. 2015年3月28日発売[42]、ISBN 978-4-8030-0690-2
  4. 2015年8月12日発売[43]、ISBN 978-4-8030-0757-2
  5. 2016年2月12日発売[44]、ISBN 978-4-8030-0861-6
  6. 2016年8月12日発売[45]、ISBN 978-4-8030-0941-5
  7. 2017年2月25日発売[46]、ISBN 978-4-8030-0996-5
  8. 2018年5月11日発売[47]、ISBN 978-4-8030-1186-9
  9. 2018年8月10日発売[48]、ISBN 978-4-8030-1218-7
  10. 2018年11月12日発売[49]、ISBN 978-4-8030-1247-7
  11. 2019年2月12日発売[50]、ISBN 978-4-8030-1269-9
  12. 2019年5月11日発売[51]、ISBN 978-4-8030-1295-8
  13. 2019年8月10日発売[52]、ISBN 978-4-8030-1324-5
  14. 2019年11月12日発売[53]、ISBN 978-4-8030-1355-9
  15. 2020年2月13日発売[54]、ISBN 978-4-8030-1384-9

### 小説
- 夜宵草・武井彩『小説 ReLIFE』徳間書店、全1巻
  1. 2017年3月25日発売[55]、ISBN 978-4-1990-5218-7
- 夜宵草・蒔田陽平『ノベライズ ReLIFE』双葉社、全5巻
  1. 2019年8月8日発売[56]、ISBN 978-4-575-52255-6
  2. 2019年8月8日発売[57]、ISBN 978-4-575-52256-3
  3. 2019年11月12日発売[58]、ISBN 978-4-575-52292-1
  4. 2020年2月12日発売[59]、ISBN 978-4-575-52323-2
  5. 2020年3月12日発売[60]、ISBN 978-4-575-52336-2

## テレビアニメ
2016年7月から9月までTOKYO MX、BS11、とちぎテレビ、群馬テレビで放送された。2月8日に主人公・海崎とヒロイン・日代担当の声優が発表された。また、2月12日発売の単行本5巻の巻末で制作スタッフも発表された。その他のスタッフ・キャストは、3月26・27日開催の「AnimeJapan2016」で、追加キャストは4月25日に実施したニコニコ生放送にて発表された。
NHNコミコのエグゼクティブプロデューサー・吹田沙矢によると『「当初はネット配信（所謂Webアニメ形式）のみで十分」と考えていたが、「テレビ放送の実績が海外の視聴者には特別に映る」こと事が動画配信事業者への作品の販売価格にも影響すると判明、「テレビは海外展開のための宣伝」とする方針に切り替えた』と語る。「テレビ放送開始1週間前に全話最速有料配信」→「テレビ放送開始1時間前に原作漫画の最新話およびテレビアニメ最新話を無料配信」→「テレビ放送」という形式を取り、視聴したファンによる各種SNSでの拡散を重視した戦略を採用している。
2018年3月21日に完結編全4話を収録したBlu-ray / DVD『ReLIFE 完結編』が発売。

### スタッフ
- 原作 - 夜宵草（comico）[16]
- 監督 - 小坂知[16]
- シリーズ構成 - 横手美智子、兵頭一歩[16]
- キャラクターデザイン・総作画監督 - 山中純子[16]
- 美術設定 - 座間智子
- 美術監督 - 秋山健太郎
- 色彩設計 - 磯貝深雪
- 撮影監督 - 設楽希
- 編集 - 坂本久美子
- 音響監督 - はたしょう二
- 音楽 - 坪口昌恭[16]
- 音楽監督 - 佐藤当史
- 音楽制作 - トムス・ミュージック
- プロデューサー - 吹田沙矢、川邉大輔、足立和紀、松島有輝、渡辺章仁、浅野由香
- アニメーション制作 - トムス・エンタテインメント/だぶるいーぐる
- 製作 - リライフ研究所[16]（NHN comico、トムス・エンタテインメント、アニプレックス、博報堂DYメディアパートナーズ、ローソン、C&Iエンタテインメント）

### 主題歌
オープニングテーマ「ボタン」
作詞・作曲 - 堀江晶太 / 編曲 - 堀江晶太、PENGUIN RESEARCH / 歌 - PENGUIN RESEARCH
第13話、第17話ではエンディングテーマとして使用。
エンディングテーマ
「海崎が高校生の頃聞いていた自作MDに入っている楽曲」をコンセプトに2000年前後のJ-POPのヒット曲を使用している。これらの曲はいずれもソニー・ミュージック系のレーベルであり、2016年9月21日はこれらの曲をまとめた『MD2000 〜ReLIFE Ending Songs〜』が同社より発売された。
「イージュー★ライダー」（第1話）
作詞・作曲・編曲・歌 - 奥田民生
「HOT LIMIT」（第2話）
作詞 - 井上秋緒 / 作曲・編曲 - 浅倉大介 / 歌 - T.M.Revolution
「タイミング」（第3話）
作詞 - 森浩美、ブラックビスケッツ / 作曲 - 中西圭三、小西貴雄 / 編曲 - 小西貴雄 / 歌 - ブラックビスケッツ
「HONEY」（第4話）
作詞・作曲 - hyde / 編曲 - L'Arc〜en〜Ciel + Hajime Okano / 歌 - L'Arc〜en〜Ciel
「これが私の生きる道」（第5話）
作詞・作曲・編曲 - 奥田民生 / 歌 - PUFFY
「Sunny Day Sunday」（第6話）
作詞 - 赤羽奈津代 / 作曲 - 鈴木秋則 / 編曲：センチメンタル・バス、ホッピー神山 / 歌 - センチメンタル・バス
「サウダージ」（第7話）
作詞 - ハルイチ / 作曲・編曲 - ak.homma / 歌 - ポルノグラフィティ
「雪の華」（第8話）
作詞 - Satomi / 作曲・編曲 - 松本良喜 / 歌 - 中島美嘉
「There will be love there -愛のある場所-」（第9話）
作詞 - 川瀬智子 / 作曲 - 奥田俊作 / 編曲 - the brilliant green&笹路正徳 / 歌 - the brilliant green
「明日への扉」（第10話）
作詞・作曲 - ai / 編曲 - nao / 歌 - I WiSH
「PIECES OF A DREAM」（第11話）
作詞 - 麻生哲朗 / 作曲・編曲 - 藤本和則 / 歌 - CHEMISTRY
「夏祭り」（第12話）
作詞・作曲 - 破矢ジンタ / 編曲 - 破矢ジンタ、坂井紀雄 / 歌 - Whiteberry
完結編エンディングテーマ
「花」（第14話）
作詞・作曲・歌 - ORANGE RANGE
「CHE.R.RY」（第15話）
作詞・作曲・歌 - YUI / 編曲 - northa+
「LA・LA・LA LOVE SONG」（第16話）
作詞・作曲 - 久保田利伸 / 編曲 - 柿崎洋一郎 / 歌 - 久保田利伸 with ナオミ・キャンベル

### 各話リスト
| 話数                 | サブタイトル                                               | シナリオ   | 絵コンテ       | 演出           | 作画監督                                      |
| -------------------- | ---------------------------------------------------------- | ---------- | -------------- | -------------- | --------------------------------------------- |
| Report 1             | 海崎新太(27)無職                                           | 横手美智子 | 小坂知         | そえたかずひろ | 北山修一、工藤裕加、小松香苗                  |
| Report 2             | コミュニケーション能力0点                                  | 横手美智子 | 関暁子         | 関暁子         | 小嶌エリナ                                    |
| Report 3             | オッサンなんですから                                       | 横手美智子 | 辻初樹         | 奥野浩行       | しまだひであき、松下清志、藤岡真紀            |
| Report 4             | 墜ちる                                                     | 横手美智子 | 備前克彦       | 備前克彦       | 渡邉慶子、森亜弥子                            |
| Report 5             | オーバーラップ                                             | 横手美智子 | 高橋亨         | 高橋亨         | 工藤裕加                                      |
| Report 6             | 初めましてじゃないんだよ                                   | 横手美智子 | 佐野隆志       | 神原敏昭       | 濱口頌平、土方友希                            |
| Report 7             | 被験者001→002                                              | 兵頭一歩   | 関暁子         | 関暁子         | 小嶌エリナ                                    |
| Report 8             | 亀裂                                                       | 兵頭一歩   | 辻初樹         | 中田誠         | しまだひであき、細川修平                      |
| Report 9             | リベンジ                                                   | 兵頭一歩   | 山田弘和       | 山田弘和       | 町田真一、吉田隆彦、真島ジロウ                |
| Report 10            | みんなのワガママ                                           | 兵頭一歩   | 備前克彦       | 備前克彦       | 渡邉慶子、森亜弥子、池内直子                  |
| Report 11            | 過去トリップ                                               | 横手美智子 | そえたかずひろ | 中田誠         | 石田啓一、小林ゆかり                          |
| Report 12            | ダブルパニック                                             | 兵頭一歩   | 関暁子         | 関暁子         | 渡邉慶子、森亜弥子、小嶌エリナ                |
| Report 13            | 告白                                                       | 兵頭一歩   | 高橋亨         | 高橋亨         | 吉田隆彦、町田真一、工藤裕加                  |
| Report 14 （完結編） | Seed                                                       | 兵頭一歩   | 高橋亨         | 渡部周         | 工藤裕加、平山智、浦中利浩 真島ジロウ、鶴田眸 |
| Report 15 （完結編） | Need                                                       | 兵頭一歩   | そえたかずひろ | 茉田哲明       | 町田真一、平山智                              |
| Report 16 （完結編） | Date                                                       | 兵頭一歩   | 吉田隆彦       | 吉田隆彦       | 吉田隆彦                                      |
| Report 17 （完結編） | Life                                                       | 兵頭一歩   | 小坂知         | 小坂知         | 中島里恵。垣野内成美、町田真一 工藤裕加       |
| 映像特典 （完結編）  | 社外秘 リライフ研究所 サポート課 「監視カメラ」&「デート」 | -          | -              | -              | -                                             |

### 放送局
| 放送期間               | 放送時間                     | 放送局       | 対象地域 | 備考                      |
| ---------------------- | ---------------------------- | ------------ | -------- | ------------------------- |
| 2016年7月2日 - 9月24日 | 土曜 0:00 - 0:30（金曜深夜） | TOKYO MX     | 東京都   |                           |
|                        |                              | 群馬テレビ   | 群馬県   |                           |
|                        |                              | とちぎテレビ | 栃木県   |                           |
|                        |                              | BS11         | 日本全域 | BS放送 / ANIME+枠         |
| 2016年7月3日 - 9月25日 | 日曜 0:00 - 0:30（土曜深夜） | AT-X         | 日本全域 | CS放送 / リピート放送あり |

| 配信期間                | 配信時間                            | 配信サイト           | 備考                                              |
| ----------------------- | ----------------------------------- | -------------------- | ------------------------------------------------- |
| 2016年6月24日           | 金曜 23:00 - 日曜 23:59（無料配信） | ReLIFEチャンネル     | 全話一斉配信 / 第1話常設無料 / 第2話以降2日間無料 |
| 2016年6月25日 - 9月24日 | 土曜 0:00                           | Amazonプライムビデオ | 初回2話配信、以降1話ずつ配信                      |
| 2016年7月2日 - 9月24日  | 土曜 0:30 - 1:00（金曜深夜）        | ニコニコ生放送       |                                                   |

| 放送期間               | 放送時間           | 放送局 | 対象地域 | 備考                      |
| ---------------------- | ------------------ | ------ | -------- | ------------------------- |
| 2018年4月17日 - 5月8日 | 火曜 19:30 - 20:00 | AT-X   | 日本全域 | CS放送 / リピート放送あり |

### BD / DVD
| 巻     | 発売日         | 収録話          | 規格品番      | 規格品番      |
| 巻     | 発売日         | 収録話          | BD限定版      | DVD限定版     |
| ------ | -------------- | --------------- | ------------- | ------------- |
| 1      | 2016年8月24日  | 第1話           | ANZX-12461/2  | ANZB-12461/2  |
| 2      | 2016年9月28日  | 第2話 - 第3話   | ANZX-12463/4  | ANZB-12463/4  |
| 3      | 2016年10月26日 | 第4話 - 第5話   | ANZX-12465/6  | ANZB-12465/6  |
| 4      | 2016年11月23日 | 第6話 - 第7話   | ANZX-12467/8  | ANZB-12467/8  |
| 5      | 2016年12月21日 | 第8話 - 第9話   | ANZX-12469/70 | ANZB-12469/70 |
| 6      | 2017年1月25日  | 第10話 - 第11話 | ANZX-12471/2  | ANZB-12471/2  |
| 7      | 2017年2月22日  | 第12話 - 第13話 | ANZX-12473/4  | ANZB-12473/4  |
| 完結編 | 2018年3月21日  | 第14話 - 第17話 | ANZX-12475/6  | ANZB-12475/6  |

### CD

#### サウンドトラック/アルバム
| 発売日        | タイトル                       | 規格品番   | レーベル             |
| ------------- | ------------------------------ | ---------- | -------------------- |
| 2016年9月14日 | ReLIFE サウンドトラック        | TMS-338    | トムス・ミュージック |
| 2016年9月21日 | MD2000 ～ReLIFE Ending Songs～ | SVWC-70195 | アニプレックス       |

#### ドラマCD
| 発売日        | タイトル                                 | 規格品番  | レーベル             |
| ------------- | ---------------------------------------- | --------- | -------------------- |
| 2016年9月28日 | 「ReLIFE」ドラマＣＤ「バラエティＢＯＸ」 | FFCC-0066 | フロンティアワークス |

### Webラジオ
『ReLIFE研究所広報課』のタイトルで、2016年6月24日より、comicoアプリ内サービス「ReLIFEチャンネル」にて配信。同年7月8日（第2回）から毎週金曜日更新。同年8月26日（第9回）よりHiBiKi Radio Stationにおいても配信開始。同年9月30日に最終回、全14回。パーソナリティは木村良平（夜明了 役）、上田麗奈（小野屋杏 役）。

## 舞台
2016年9月に舞台化作品がサンシャイン劇場とシアター・ドラマシティで上演した。

### スタッフ（舞台）
- 原作 - 夜宵草（comico）
- 監修 - 夜宵草、comico、リライフ研究所
- 演出 - 岡村俊一
- プロデューサー - 山浦哲也、加藤はるな、佐々木康志
- 製作 - プラグマックス&エンタテインメント、エイベックス・ライヴ・クリエイティヴ

## 映画
『ReLIFE リライフ』のタイトルで、2017年4月15日に松竹配給で公開された。監督は古澤健。主演は中川大志と平祐奈のW主演 。

### スタッフ（映画）
- 原作 - 夜宵草「ReLIFE」（comico連載）
- 監督 - 古澤健
- 脚本 - 阿相クミコ
- 音楽 - 林祐介
- 主題歌 - 井上苑子「メッセージ」[76]
- エンディングテーマ - 井上苑子と海崎新太「さくら」
- 撮影 - 花村也寸志
- 美術 - 磯田典宏
- 照明 - 永田英則
- 録音 - 高野泰雄
- 装飾 - 寺尾淳
- 編集 - 張本征治
- 助監督 - 松尾崇
- 制作担当 - 福井一夫
- ロケ協力 - せんだい宮城フィルムコミッション、仙台観光国際協会、仙台市、名取市、聖和学園高等学校、尚絅学院大学、八木山ベニーランド、千葉県フィルムコミッション、南房総ロケーションサービス、千葉県立中央博物館 ほか
- バレーボール指導協力 - 東京都高等学校体育連盟バレーボール女子部
- ステージ機材協力 - 宮城県多賀城高等学校軽音楽部
- 取材協力 - 専修大学附属高等学校、城西大学附属城西中学校・高等学校
- ポスプロ - 東映デジタルセンター
- ラボ - IMAGICA
- スタジオ - 東映東京撮影所
- エグゼクティブプロデューサー - 浅野由香
- プロデューサー - 八尾香澄、里吉優也
- スーパーバイジングプロデューサー - 久保田修
- 配給 - 松竹
- 制作プロダクション - C&Iエンタテインメント
- 企画 - カルチュア・エンタテインメント
- 製作 - 「ReLIFE」製作委員会（カルチュア・エンタテインメント、松竹、パルコ、日本出版販売、トムス・エンタテインメント、NHN comico、アース・スター エンターテイメント、C&Iエンタテインメント）

### BD / DVD
2017年10月3日にカルチュア・パブリッシャーズから発売された。豪華版Blu-ray版、豪華版DVD版、通常版DVD版の3種があり、豪華版には本編ディスクに加えて特典DVD、ポストカードなどが付属する。
| 発売日        | 規格品番      | 規格品番  | 規格品番  |
| 発売日        | 豪華版Blu-ray | 豪華版DVD | 通常版DVD |
| ------------- | ------------- | --------- | --------- |
| 2017年10月3日 | HPXR-171      | HPBR-171  | HPBR-170  |

## 日本国外での展開
中国語（繁体字・台湾）
2014年6月27日より、台湾版comicoで『ReLIFE 重返17歲』が連載されている。
朝鮮語
2014年10月9日より、韓国版comicoで『리라이프 -Relife-』が連載されている。
タイ語
2015年4月24日より、タイ版comicoで『ReLIFE』が連載されている。
英語
2015年12月21日より、Crunchyrollに『ReLIFE』が掲載されている。なお、単行本毎の掲載である。
中国語（簡体字）
2016年3月17日より、中国版comicoで『ReLIFE 重返17岁』が連載されている。

## その他
- 『大分合同新聞』（2015年1月4日）において、漫画に関する解説・作者のインタビューが掲載され、以下のことが明らかになっている。
  - 教室の席の位置関係は、心理的な距離を表している。
  - 登場人物の姓には大分県内の駅名が使われている。
- 2015年9月6日に九州旅客鉄道（JR九州）大分支社とタイアップし、登場人物5人の由来となった駅（海崎・狩生・日代・大神・小野屋）の記念入場券が大分駅にて発売され、即日完売となった。[79]
- 作者の出身校であり、原作の舞台にもなっている[80]大分県立大分上野丘高等学校がアニメでの美術設定協力を行っており[81]キービジュアルの他、校舎や校門、女子の夏の制服などのデザインなどがほぼそのまま採用されている。
- 淑徳巣鴨中学校・高等学校にて、「特別授業」と題した公開直前イベントが行われた。中川大志と岡崎紗絵が訪れ、生徒には直前まで内容が明かされないサプライズイベントであった[82]。